# Formostenus cotabatensis
Formostenus cotabatensis är en stekelart som beskrevs av Jonathan 1980. Formostenus cotabatensis ingår i släktet Formostenus och familjen brokparasitsteklar. Inga underarter finns listade i Catalogue of Life.